# Rätt nu är det på tiden
Rätt nu är det på tiden från 2004 är ett musikalbum med den svenska folksångerskan Ulrika Bodén.

## Låtlista
Alla låtar är traditionella från Ångermanland.
1. Rätt nu är det på tiden – 3:21
2. Dansvisor – 2:58
3. En visa jag vill sjunga – 2:54
4. Koralen – 1:48
5. Snällsviten – 1:09
6. Fridhpolskan – 1:37
7. Pål-Nish – 2:17
8. En torsdagsafton detta var – 1:18
9. Locklåtar – 1:40
10. Kål-Erik – 2:13
11. Fem jänter borti hästbete – 2:11
12. Alle männer – 2:40
13. Särkvisan – 0:51
14. Vammale – 0:43
15. Sälgpolskan – 1:28
16. Den vägen som bär till min vän – 2:23
17. Malivalserna – 3:29
18. Familjen Sikström – 1:08
19. Mina getter å mina bockar – 1:16
20. Tre käringar – 2:28
21. Kråka satt i lunden – 4:47

## Medverkande
- Ulrika Bodén – sång, cittra, härjedalspipa
- Jens Engelbrecht – bascister, gitarr
- Mikael Augustsson – bandoneon, tramporgel, dragspel
- Anders Norudde – moraharpa, fiol, hardingfela, säckpipa, sälgflöjt